# مونيا رمادي الخطوط
مونيا رمادي الخطوط (الاسم العلمي: Lonchura vana) (بالإنجليزية: Grey-banded Munia)‏ هي نوع من الطيور تتبع جنس المونيا من فصيلة شمعية المنقار.